# Freihof (Kreis Heiligenbeil)
Freihof war ein Ort im Kreis Heiligenbeil in Ostpreußen. Seine Ortsstelle befindet sich heute im Munizipalkreis Rajon Bagrationowsk (Stadtkreis Preußisch Eylau) in der Oblast Kaliningrad (Gebiet Königsberg (Preußen)) in Russland.

## Geographische Lage
Die Ortsstelle Freihofs liegt linksseitig des Flüsschens Lauter (russisch Lawja, polnisch Ławia) im Südwesten der Oblast Kaliningrad im direkten Grenzgebiet zur polnischen Woiwodschaft Ermland-Masuren (südliches Ostpreußen). Bis zur früheren Kreisstadt Heiligenbeil (russisch Mamonowo) sind es 14 Kilometer in westlicher Richtung, während die heutige Rajonshauptstadt Bagrationowsk (deutsch Preußisch Eylau) 32 Kilometer entfernt in östlicher Richtung liegt.

## Geschichte
1860 ist das Gründungsjahr des kleinen Gutsorts Freihof im ostpreußischen Kreis Heiligenbeil. Der Gutsbezirk  Freihof wurde 1874 in den neu errichteten Amtsbezirk Deutsch Thierau (russisch Iwanzowo) aufgenommen. Neun Einwohner zählte Freihof im Jahre 1910.
Am 30. September 1928 gab der Gutsbezirk Freihof seine Eigenständigkeit auf und schloss sich mit dem Gutsbezirk Freudenthal zur neuen Landgemeinde Freudenthal zusammen.
In Kriegsfolge kam Freihof 1945 mit dem gesamten nördlichen Ostpreußen zur Sowjetunion, unmittelbar im Grenzgebiet zu dem dann polnischen südlichen Teil Ostpreußens. Die Grenzlage verhinderte wohl eine Neubesiedlung, so dass Freihof nicht mehr offiziell erwähnt wurde und seither als untergegangen gilt. Die Ortsstelle gehört jetzt zum Rajon Bagrationowsk (Stadtkreis Preußisch Eylau) in der russischen Oblast Kaliningrad (Gebiet Königsberg (Preußen)).

## Religion
Freihof gehörte bis 1945 zum Kirchspiel der evangelischen Kirche Deutsch Thierau (russisch Iwanzowo) in der Kirchenprovinz Ostpreußen der Kirche der Altpreußischen Union.

## Verkehr
Aufgrund seiner Lage im Grenzgebiet kann die Ortsstelle von Freihof nicht betreten werden. Sie liegt am Ende eines Landweges, der von Freudenthal bis nach hier führt und vor 1945 weiter bis in die heute polnischen Orte Lauterbach (polnisch Mędrzyki) und Hanswalde (Jachowo) verlief.